# Belle (schaakcomputer)
Belle is een schaakcomputer met bijbehorende software die was ontwikkeld door Joe Condon and Ken Thompson bij Bell Labs in jaren zeventig en tachtig. 
Belle was de eerste computer die werd gebouwd met schaken als enige doel. Belle was de sterkste schaakcomputer in zijn tijd en behaalde een Elo-rating van 2250. De eerste versie uit 1976 had een hardwarematige zettengenerator. In 1978 werd de hardware uitgebreid met het evalueren van posities en transpositietabellen. Deze versie haalde 5000 stellingen per seconden. De derde generatie uit 1980 behaalde een snelheid van 100.000 tot 200.000 stellingen per seconde. In 1983 was de schaakcomputer de eerste computer die meestersterkte wist te halen. Het won het Noord-Amerikaanse computerschaakkampioenschap ACM in 1978, 1980, 1981, 1982 en 1986. 
In 1982 werd de computer Belle in beslag genomen door de Amerikaans overheid toen het op weg was voor een schaaktoernooi naar de Sovjet-Unie. Dit omdat het illegaal was om geavanceerde Amerikaanse kennis naar het buitenland te vervoeren.